# ムバーラク・アル＝カビール県
ムバーラク・アル＝カビール県（英語: Mubarak Al-Kabeer Governorate, アラビア語: محافظة مبارك الكبير Muḥāfaẓat Mubārak al-Kabīr）は、クウェートの県である。単にムバーラク県とも呼ばれる。県都はムバーラク・アル＝カビール。

## 概要
1999年11月にハワリ県の南部を分割して新設された。県および県都の名称である「ムバーラク・アル＝カビール」は「ムバーラク大首長」の意で、イギリスと結びクウェートをオスマン帝国の支配から解放したサバーハ家の第7代当主、ムバーラク・ビン・サバーハ・アッ＝サバーハを記念して命名された。

## 隣接する県
- アハマディ県
- ファルワーニーヤ県
- ハワリ県